# 艾哈邁德·本·阿里·阿勒薩尼
艾哈邁德·本·阿里·阿勒薩尼（أحمد بن علي آل ثاني）（1922年—1977年11月25日）是一位卡塔尔埃米尔，阿里·本·阿卜杜拉·阿勒薩尼之子，1960年至1972年在位。
艾哈邁德於1960年接受父親讓位登基。1971年，卡達宣布結束作為英國保護國的地位正式獨立；1972年，艾哈邁德的堂弟哈利法·本·哈邁德·阿勒薩尼趁他出國前往伊朗打獵時發動政變奪位，艾哈邁德流亡海外，1977年在英國倫敦去世。